# Окно Эймса
Окно Эймса — изображение, например, на плоском куске картона, которое кажется прямоугольным окном, но на самом деле является трапецией. Обе стороны куска картона имеют одинаковое изображение. Картон подвешен вертикально на проволоке, чтобы он мог непрерывно вращаться, или прикреплен к вертикальной оси, механически вращающейся для непрерывного вращения.
Когда наблюдается вращение окна, кажется, что окно поворачивается менее чем на 180 градусов, хотя точная величина воспринимаемого хода зависит от размеров трапеции. Кажется, что вращение на мгновение останавливается и меняет направление на противоположное. Поэтому оно не воспринимается как непрерывное вращение в одном направлении, а вместо этого воспринимается как колеблющийся. Это явление было обнаружено Эдельбертом Эймсом-младшим.
В течение 1960-х годов концепция «транзакционной неоднозначности» изучалась и распространялась некоторыми психологами на основе использования окна Эймса. Эта гипотеза заключалась в том, что ментальные ожидания или «установка» зрителя могут влиять на фактическое восприятие неоднозначных стимулов, расширяя давнее убеждение, что ментальная установка может влиять на чувства и выводы о стимулах, на фактическое визуальное восприятие стимулов.
Окно Эймса использовалось в экспериментах для проверки этой гипотезы, когда испытуемые смотрели через точечное отверстие, чтобы увидеть вращающееся окно, с серым деревянным стержнем, помещённым через одно из окон под косым углом. Испытуемые были разделены на две экспериментальные группы: одной группе сказали, что стержень резиновый, а другой — что он стальной. Гипотеза заключалась в том, что между этими двумя группами должна быть статистически значимая разница; группа стали чаще видела, как стержень прорезает стекло, а группа резины чаще видела, как он оборачивается вокруг неё. Эти эксперименты были популярны в университетских курсах экспериментальной психологии, и результаты иногда подтверждали гипотезу, а иногда — нет.

## См.также
- Комната Эймса